# Early Singles (1981-1982)
Early Singles (1981-1982) è una raccolta del gruppo musicale tedesco occidentale Xmal Deutschland, pubblicata l'8 marzo 2024 dalla Sacred Bones Records.

## Descrizione
Uscita contestualmente alla ristampa dei primissimi due singoli del gruppo, Schwarze Welt (1981) e Incubus Succubus (1982), contiene tracce tratte dai singoli originalmente pubblicati dal gruppo tedesco per l'etichetta discografica indipendente punk tedesca occidentale ZickZack, prima del loro passaggio alla britannica 4AD. Più precisamente: i brani Schwarze Welt, Die Wolken e Großstadtindianer da Scwarze Welt (1981); Kälbermarsch, traccia originalmente pubblicata nella compilation della ZickZack, Lieber Zuviel Als Zuwenig (ZickZack Sommerhits 81), distribuita nel 1981; Incubus Succubus, Zu Jung Zu Alt e Blut ist Liebe da Incubus Succubus (1982); Allein, traccia registrata dal vivo al Nosferatu Festival di Copenaghen nel 1982.
La raccolta è stata rimasterizzata nel 2023 da 2023 Moritz Illner della Duophonic e stampata presso la Metropolis Mastering.

## Accoglienza
Early Singles (1981-1982) è stato accolto positivamente dalla critica specializzata. Paolo Chemnitz di Ondarock lo definisce "un recupero di notevole interesse" e "una compilation con un focus specifico, dunque appetibile al di là dei suoi aspetti puramente nostalgici". Luca Sponzilli di Frastuoni evidenzia, invece, come la raccolta riprenda "due momenti fra i più significativi della band, vale a dire l’esordio Schwarze Welt / Großstadtindianer ed il successivo Incubus Succubus".

## Tracce
1. Schwarze Welt – 2:40
2. Die Wolken – 1:29
3. Großstadtindianer – 2:02
4. Kälbermarsch – 2:37
5. Incubus Succubus – 5:20
6. Zu Jung Zu Alt – 3:30
7. Blut ist Liebe – 3:02
8. Allein (Live) – 2:35

## Formazione
Gruppo
- Anja Huwe - voce
- Manuela Rickers - chitarra
- Fiona Sangster - tastiere
- Rita Simon - basso
- Caro May - batteria
- Wolfgang Ellerbrock - basso

Produzione
- Wolfgang Ellerbrock - fotografia
- Andy Schwarz - grafica di copertina
- Matt Colton - mastering
- Moritz Illner - remaster